# Барков, Леонид Андреевич
Леони́д Андре́евич Барко́в (род. 12 августа 1933, Челябинск, Уральская область (РСФСР), СССР) — советский и российский учёный, инженер-металлург, доктор технических наук (1983), профессор (1985), старший научный сотрудник Управления научной и инновационной деятельности ЮУрГУ, заместитель руководителя Ресурсного центра специальной металлургии ЮУрГУ. Действительный член Международной академии науки и практики организации производства (1996). Заслуженный деятель науки Российской Федерации (1998), Почётный работник высшего профессионального образования Российской Федерации (1996).

## Биография
Родился 12 августа 1933 года в Челябинске. Поступил на специальность инженер-металлург в Челябинский политехнический институт, который окончил в 1957 году, после чего устроился работать на Чимкентский завод прессов-автоматов (где оставался до 1961 года) мастером, затем повышен до начальника цеха.
С 1961 года работает в Челябинском политехническом институте ассистентом, с 1968 года — доцентом, с 1971 года — заместитель декана, в 1974—1981 годах — декан металлургического факультета, с 1985 г. — профессор кафедры прокатки, заведующий кафедрой машин и технологии обработки металлов давлением.
В 1964 году защитил кандидатскую диссертацию на тему «Исследование прокатки с натяжением и подпором в квадратных и ромбических калибрах», в 1983 году — докторскую диссертацию.

## Научная деятельность
Сфера научных интересов — создание теории, технологии и оборудования обработки давлением труднодеформируемых уплотняемых материалов, малоотходные технологии обработки металлов давлением. Математически обосновал новую теорию обработки давлением уплотняемых материалов, предложил принципиально новые конструкции прокатных станов, многие из которых внедрены в производство.
Автор 6 монографий и около 400 научных публикаций, 164 авторских свидетельств и патентов РФ, а также патентов в США, Японии, Франции, Германии и других странах, в ряд стран проданы лицензии. Научные разработки более 60 раз представлены на всемирных конгрессах и международных конференциях.
Подготовил 12 кандидатов наук.

## Признание и награды
- Заслуженный деятель науки Российской Федерации (1998)[4][5];
- Почётный работник высшего профессионального образования Российской Федерации (1996);
- Медаль «За доблестный труд. В ознаменование 100-летия со дня рождения В. И. Ленина» (1970);
- Золотая медаль Минвуза;
- Золотая медаль международной выставки;
- Серебряная медаль ВДНХ;
- Знак «Отличник изобретательства и рационализации» (1978)[3].